# Supercopa Europeia de 1982
A Supercopa Europeia de 1982 foi disputada entre Aston Villa e Barcelona. O resultado da partida (1ª e 2ª mão) foi de 3-1.

## Detalhes

### 1ª mão
| 19 janeiro 1983 | Barcelona         | 1–0 | Aston Villa | Camp Nou, Barcelona                           |
| 20:45 CET       | Marcos Alonso 52' |     |             | Público: 40,000 Árbitro: Bruno Galler (Suíça) |

|              |  |                         |     |
|              |  |                         |     |
| GK           |  | Urruti                  |     |
| DF           |  | Tente                   |     |
| DF           |  | Migueli                 |     |
| DF           |  | Julio Alberto           |     |
| DF           |  | Periko Alonso           | 75' |
| MF           |  | José Ramón Alexanko     |     |
| MF           |  | Marcos Alonso           |     |
| MF           |  | Bernd Schuster          |     |
| FW           |  | Quini                   | 65' |
| FW           |  | Víctor Muñoz            |     |
| FW           |  | Francisco José Carrasco |     |
| Substitutos: |  |                         |     |
| FW           |  | Pichi Alonso            | 65' |
| DF           |  | Urbano                  | 75' |
| Treinador:   |  |                         |     |
| Udo Lattek   |  |                         |     |

|              |  |                 |     |
|              |  |                 |     |
| GK           |  | Nigel Spink     |     |
| DF           |  | Mark Jones      | 35' |
| DF           |  | Gary Williams   |     |
| DF           |  | Allan Evans     |     |
| DF           |  | Ken McNaught    |     |
| MF           |  | Dennis Mortimer |     |
| MF           |  | Des Bremner     |     |
| MF           |  | Gary Shaw       |     |
| MF           |  | Peter Withe     |     |
| FW           |  | Gordon Cowans   |     |
| FW           |  | Tony Morley     |     |
| Substitutes: |  |                 |     |
| DF           |  | Colin Gibson    | 86' |
| Treinador:   |  |                 |     |
| Tony Barton  |  |                 |     |

### 2ª mão
| 26 janeiro 1983 | Aston Villa                                   | 3–0 | Barcelona | Villa Park, Birmingham                           |
| 19:30 GMT       | Shaw 80' · Cowans 100' (pen.) · McNaught 104' |     |           | Público: 31,570 Árbitro: Alexis Ponnet (Bélgica) |

|              |  |               |     |                                   |
|              |  |               |     |                                   |
| GK           |  | Nigel Spink   |     |                                   |
| DF           |  | Gary Williams |     |                                   |
| DF           |  | Allan Evans   |     | Penalizado · Penalizado · Expulso |
| DF           |  | Ken McNaught  |     | Penalizado com cartão amarelo     |
| DF           |  | Colin Gibson  |     | Penalizado com cartão amarelo     |
| MF           |  | Des Bremner   |     |                                   |
| MF           |  | Andy Blair    |     |                                   |
| MF           |  | Gordon Cowans |     |                                   |
| MF           |  | Gary Shaw     | 88' |                                   |
| FW           |  | Peter Withe   |     |                                   |
| FW           |  | Tony Morley   | 76' |                                   |
| Substitutos: |  |               |     |                                   |
| MF           |  | Mark Walters  | 76' |                                   |
| FW           |  | Paul Birch    | 88' |                                   |
| Treinador:   |  |               |     |                                   |
| Tony Barton  |  |               |     |                                   |

|              |  |                         |         |                                   |
|              |  |                         |         |                                   |
| GK           |  | Urruti                  |         | Penalizado com cartão amarelo     |
| DF           |  | Tente                   |         |                                   |
| DF           |  | Migueli                 |         |                                   |
| DF           |  | José Ramón Alexanko     |         | Penalizado com cartão amarelo     |
| DF           |  | Julio Alberto           |         | Penalizado · Penalizado · Expulso |
| MF           |  | Periko Alonso           |         | Penalizado com cartão amarelo     |
| MF           |  | Bernd Schuster          |         | Penalizado com cartão amarelo     |
| MF           |  | Víctor Muñoz            |         |                                   |
| MF           |  | Marcos Alonso           |         | Expulso                           |
| FW           |  | Urbano                  |         | Penalizado com cartão amarelo     |
| FW           |  | Francisco José Carrasco | 30'     |                                   |
| Substitutos: |  |                         |         |                                   |
| FW           |  | Quini                   | 30' 55' |                                   |
| FW           |  | Manolo                  | 55'     | Penalizado com cartão amarelo     |
| Treinador:   |  |                         |         |                                   |
| Udo Lattek   |  |                         |         |                                   |